# Ceratosporium rilstonei
Ceratosporium rilstonei är en svampart som beskrevs av S. Hughes 1951. Ceratosporium rilstonei ingår i släktet Ceratosporium och familjen Helminthosphaeriaceae.   Inga underarter finns listade i Catalogue of Life.